# Christian Siriano
Christian Siriano (sinh ngày 18 tháng 11 năm 1985) là một nhà thiết kế thời trang người Mỹ và là thành viên của Hội đồng Nhà thiết kế thời trang Hoa Kỳ (CFDA). Ông lần đầu tiên đạt được sự chú ý sau khi chiến thắng trong mùa giải thứ tư của cuộc thi thiết kế Project Runway tại Hoa Kỳ, trở thành người chiến thắng trẻ nhất. Ông ra mắt bộ sưu tập tên gọi "Christian Siriano" vào năm 2008, mang lại doanh thu hơn 1,2 triệu đô la vào năm 2010 và ước tính đã đạt 5 triệu đô la vào năm 2012. Ông còn được Tạp chí Time bình chọn và đưa vào danh sách 100 nhân vật ảnh hưởng nhất trên thế giới vào năm 2018.

## Tiểu sử
Siriano sinh ra và lớn lên ở Annapolis, Maryland, nơi ông đã dành một năm tại Trường THPT Broadneck Senior trước khi chuyển san học tại Trường Nghệ thuật Baltimore. Nhà trường cho phép Siriano chọn thiết kế thời trang như là khóa học của mình.
Siriano đã nói rằng cha mẹ của ông ủng hộ nghệ thuật và khuyến khích anh ta và em gái của mình theo đuổi những lĩnh vực sáng tạo. Khi còn nhỏ, Siriano học múa ba lê, và vào tháng 3 năm 2008 Ellen xuất hiện, anh tự miêu tả mình là một " nhà hát nhạc kịch yêu thích trang phục". Sự quan tâm của Siriano đối với thiết kế trang phục đã truyền cảm hứng cho ông theo đuổi nghề nghiệp thời trang. Ông bắt đầu thiết kế quần áo ở tuổi 13, trong khi làm việc như một thợ cắt tóc và người tạo kiểu tóc tại Bubbles Salon ở Annapolis và cuối cùng bắt đầu may quần áo cho các chương trình tóc hàng năm của thẩm mỹ viện.
Sau khi bị Viện Công nghệ Thời trang từ chối Siriano đã chọn du học tại Đại học American InterContinental ở London, Anh. Theo lời giới thiệu của một giáo viên trong năm cuối, anh bắt đầu thực tập tại Vivienne Westwood, và sau đó, tại Alexander McQueen, người mà Siriano đã tuyên bố là nhà thiết kế yêu thích của mình.. Siriano chuyển đến thành phố New York sau khi tốt nghiệp đại học.

## Sự nghiệp

### Project Runway
Trước khi thử giọng cho Project Runway, Siriano đã làm việc như một nghệ sĩ trang điểm tự do và làm áo cưới cho khách hàng tư nhân trong khi cũng giữ một vị trí thực tập ngắn tại Marc Jacobs. Siriano quyết định thử giọng cho chương trình sau lời đề nghị của một người bạn của mẹ. Trong suốt thời gian của mình trên Project Runway, Siriano đã giành được ba thử thách, hầu hết bất kỳ thí sinh nào trong mùa giải đó Siriano tiến tới trận chung kết của chương trình, và giành một vị trí để trưng bày một bộ sưu tập cuối cùng 12 mảnh tại Tuần lễ thời trang New York. Bộ sưu tập của ông đã được tạo thành từ Musketeer -inspired couture, có những chiếc ruffles, lông vũ và mũ nón. Trong đêm chung kết, được phát sóng vào ngày 5 tháng 3 năm 2008, giám khảo nổi tiếng Victoria Beckham đã khen ngợi bộ sưu tập của Siriano là "hơi thở trong lành" và nói rằng cô sẽ "rất vinh dự khi mặc" bất kỳ bộ quần áo nào của mình. Siriano đã được công bố là người chiến thắng trong mùa thứ tư của chương trình, chiến thắng một thời trang lan rộng trong tạp chí Elle, một năm 2008 tại Saturn Astra, được thưởng 100.000 đô la Mỹ để bắt đầu cho thương hiệu riêng của mình.

### Thương hiệu Christian Siriano
Dòng thời trang cùng tên của Siriano, Christian Siriano, ra mắt tại Tuần lễ thời trang New York vào ngày 13 tháng 9 năm 2008. Bộ sưu tập của anh được bán lẻ tại Saks Fifth Avenue và Neiman Marcus. Năm 2010, Siriano được vinh danh là một trong 40 doanh nhân hàng đầu của Crain dưới 40 tuổi, báo cáo cho rằng dòng sản phẩm của ông đã mang lại doanh thu hơn 1,2 triệu USD kể từ năm 2010. Năm 2012, New York Times cho biết doanh thu ước tính của ông khoảng 5 triệu đô la. Vào tháng 9 năm 2012, cửa hàng đầu tiên của Christian Siriano được khai trương trên đường Elizabeth ở khu phố Nolita của Manhattan. Sự ra mắt của cửa hàng bao gồm những người nổi tiếng như Heidi Klum, Allison Williams từ các cô gái HBO, Brad Goreski, và DJ The Misshapes. Siriano tung ra sản phẩm đầu tiên của mình vào đầu năm 2014.

### Khách hàng nổi tiếng
Christian Siriano là một nơi yêu thích cho những người nổi tiếng. Một số khách hàng nổi tiếng nhất của ông bao gồm Victoria Beckham, Emily Blunt, Lady Gaga, Maggie Grace, Christina Hendricks, Nicki Minaj, Sarah Jessica Parker, Rihanna, Christina Ricci, Taylor Swift (người đã chọn chiếc áo choàng Siriano mặc trong các quảng cáo in ấn và quảng cáo nước hoa của Wonderstruck), Solange Knowles, và Shailene Woodley.
Vào tháng 7 năm 2016, sau khi diễn viên hài Leslie Jones nhận xét rằng một số nhà thiết kế đã từ chối thiết kế cho cô trong buổi ra mắt của Ghostbusters, Siriano đã đề nghị thiết kế áo choàng cho cô. Michelle Obama mặc một chiếc váy màu xanh hoàng gia do Siriano thiết kế cho bài diễn văn của cô tại Công ước Quốc gia Dân chủ vào ngày 25 tháng 7 năm 2016.
Vào tháng 1 năm 2017, Siriano đã tạo ra sản phẩm cho một số nhân vật nổi tiếng trong Lễ trao giải Quả cầu vàng lần thứ 74. Những người đó bao gồm Rachel Bloom và Issa Rae, cả hai đều được đề cử cho Nữ diễn viên chính xuất sắc nhất trong phim hài, và Angela Bassett.

### CFDA
Siriano được giới thiệu vào Hội đồng Nhà thiết kế thời trang Hoa Kỳ (CFDA) vào tháng 6 năm 2013, sau khi bị từ chối vào năm 2011.

### Thu thập và cộng tác trên thị trường đại chúng
Trong năm 2008, ngay trước khi ra mắt thương hiệu cho dòng thời trang của mình, Siriano bắt đầu cộng tác trên một số bộ sưu tập bán lẻ trên thị trường đại chúng. Vào tháng 4 năm 2008, Siriano đã thiết kế một bộ sưu tập mười lăm mảnh cho Puma. Vào ngày 04 tháng 12 năm 2008, nó đã được thông báo rằng Siriano đã ký một thỏa thuận để thiết kế một dòng giày chi phí thấp và túi xách cho Payless ShoeSource với các sản phẩm có sẵn để bán lẻ trong các cửa hàng Payless vào mùa thu năm 2009.
Tháng 2 năm 2009, Siriano hợp tác với hãng LG để tạo ra một chiếc điện thoại theo chủ đề thời trang LG Lotus (LX600). Vào tháng 4 năm 2009, Women's Wear Daily thông báo rằng Siriano đã hợp tác với Victoria's Secret để bán lẻ dòng trang điểm riêng của mình. Vào tháng 11 năm 2009, Siriano đã hợp tác với Starbucks để tạo ra một thẻ quà tặng thương hiệu Siriano phiên bản giới hạn. Siriano đã tạo ra một loạt bọt biển theo chủ đề thời trang để làm sạch thương hiệu O-Cel-O vào mùa hè năm 2010. Vào tháng 2 năm 2011, Siriano tung ra một bộ sưu tập giới hạn cho cửa hàng bán lẻ Spiegel, được đặt tên là "Christian Siriano for Spiegel". Siriano là nhà thiết kế đầu tiên được chọn cho dòng sản phẩm hợp tác thiết kế của danh mục, "Signature Styles". Năm 2013, Siriano tung ra một bộ sưu tập giới hạn các trang phục, tách biệt và phụ kiện cho HSN, được gọi là "Nổi bật bởi Christian Siriano".

### Phim
Vào tháng 1 năm 2014, Disney đã công bố rằng Siriano sẽ phụ trách việc tạo ra những bộ trang phục cho các nàng tiên, đặc biệt là Zarina, trong bộ phim hoạt hình The Pirate Fairy. Siriano nói rằng "Tôi yêu thử thách của dự án này. Tôi đã không thiết kế cho một nhân vật hoạt hình trước đây, và tôi rất vui khi đưa kỹ năng của tôi vào thế giới của Zarina. Cô ấy là một nhân vật độc đáo và mới và tôi muốn giúp cô ấy đáng nhớ và mang tính biểu tượng. Nhân vật Disney là vĩnh cửu và tôi hạnh phúc như một nhà thiết kế trẻ tuổi để giúp tạo nên một chút lịch sử Disney

## Trong phương tiện truyền thông

### Văn hóa đại chúng

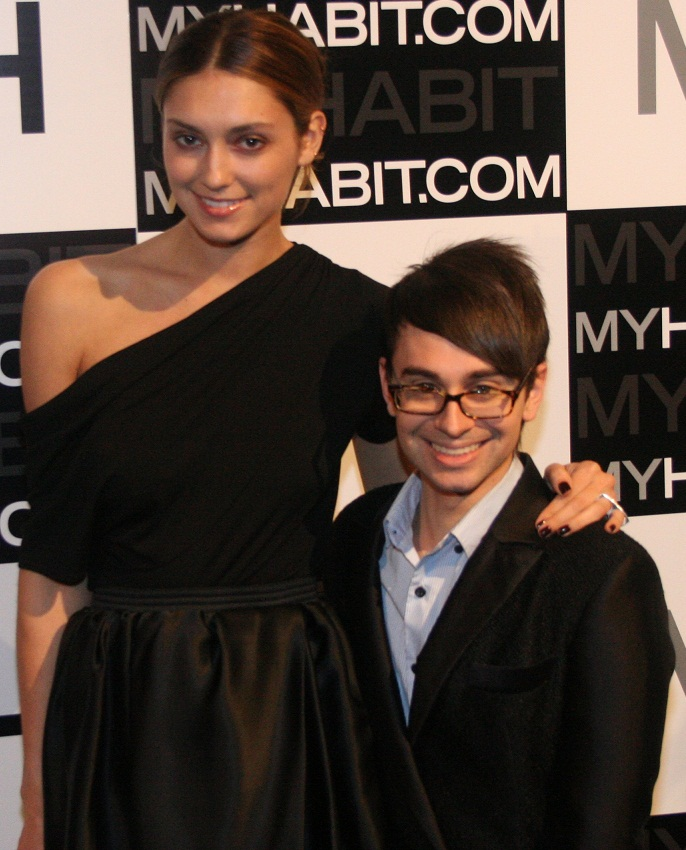
Siriano with Anna Schilling at the My Habit Launch in 2011

Siriano bắt đầu nhận được sự chú ý của văn hóa nhạc pop trong suốt thời gian của mình trên Project Runway, chủ yếu cho mái tóc lộng lẫy không đối xứng của anh và thái độ rực rỡ của anh. Một số khẩu hiệu của Siriano đã được parodied trên các phương tiện truyền thông của nhiều blog và chương trình truyền hình như Saturday Night Live, trên đó Amy Poehler miêu tả Siriano. Vào ngày 1 tháng 5 năm 2008, Siriano xuất hiện trong phần 2 của tập 15 của Ugly Betty, và thiết kế một số trang phục của dàn diễn viên (bao gồm áo của Amanda Tanen, được bán trong một cuộc đấu giá trên internet). Vào tháng 6 năm 2008, Siriano xuất hiện trong video ca nhạc cho ca sĩ R & B của Estelle's single "No Substitute Love."
Vào tháng 10 năm 2009, Siriano đã phát hành một cuốn sách có tiêu đề Phong cách khốc liệt: Làm thế nào để trở thành một người tuyệt vời nhất của bạn. Cuốn sách được viết bởi Rennie Dyball và giới thiệu một lời tựa của cựu cố vấn Runway của Siriano đó là Tim Gunn.
Vào ngày 5 tháng 4 năm 2010, Bravo phát sóng một tiết mục đặc biệt kéo dài một giờ mang tên Christian Siriano: Có một khoảnh khắc theo sau Siriano khi anh chuẩn bị ra mắt bộ sưu tập Xuân 2010 của mình tại Tuần lễ thời trang.
Vào tháng 8 năm 2010, tên của Siriano đã được sử dụng trong một lừa đảo Craigslist. Lừa đảo liên quan đến việc tìm kiếm các phụ nữ quan tâm đến việc lập mô hình cho dòng của Siriano. Khi nghe tin này, Siriano đã đăng bài này lên Twitter: "Các cô gái fyi tôi chưa bao giờ và không bao giờ tìm kiếm các mô hình trên craigslist hoặc trực tuyến. Những bức ảnh này tôi nghe nói là những trò gian lận! Hãy cẩn thận!" 
Vào tháng 9 năm 2011, bạn trai của Siriano Brad Walsh nói rằng anh không nghe Siriano sử dụng cụm từ "Runce" của Project Runway từ năm 2008, và các phương tiện truyền thông thời trang kiên quyết từ chối đưa Siriano nghiêm túc vì cách anh tìm thấy danh tiếng.

### Phê bình
Vào tháng 3 năm 2008, Margaret Price, một chuyên mục cho tạp chí Bitch, đã viết một bài xã luận có tựa đề, "Christian Siriano có tạo ra một mớ lộn xộn của thuật ngữ" Tranny "không?", Trong đó cô ấy nói rằng Siriano sử dụng thuật ngữ "tranny" và " nóng tranny mớ hỗn độn" đã gây khó chịu cho những người chuyển đổi giới cộng đồng và điều đó bằng cách sử dụng các từ ngữ ông đã phổ biến một 'như-chưa có người nhận gièm pha Trong một cuộc phỏng vấn tháng 5 năm 2008 với Time Out New York, Siriano đã trả lời câu hỏi về sức mạnh kéo dài của văn hóa kéo bằng cách nói, "Nếu bạn nghĩ về tình dục khác giới, họ có phụ nữ da trắng và công viên trailer,và trannies. Tôi không biết nếu tôi là người có thể giải thích nó. Đó là, như, kéo hoàng chỉ là ở đó."

### Vụ kiện DMA
Vào tháng 11 năm 2011, cơ quan tài năng của Siriano, DMA, đã đệ đơn kiện Siriano, tuyên bố anh ta đã vi phạm hợp đồng bằng miệng và bỏ qua khoản hoa hồng và lệ phí 53.000 đô la cho họ từ sự hợp tác của anh ta với Payless ShoeSource. Các luật sư của Siriano đã đưa ra một tuyên bố ngay sau khi nói, "Thật không may là Cơ quan Quản lý của Nhà thiết kế (" DMA ") đã bắt đầu một thủ tục tố tụng pháp lý.Christian không làm việc với DMA và không có nghĩa vụ với họ. DMA thừa nhận rằng nó không có một hợp đồng bằng văn bản. Tuy nhiên, dựa trên một hợp đồng miệng bị cáo buộc, nó vô cùng tìm kiếm để có được hoa hồng vĩnh cửu. Hành động pháp lý này đã thực hiện chống lại các công ty của Christian Siriano là không có công đức."

## Cuộc sống cá nhân
Siriano là người đồng tính đã công khai và sống trong khu Chelsea của Manhattan với chồng, ca sĩ-nhạc sĩ Brad Walsh. Siriano và Walsh bắt đầu hẹn hò vào ngày 28 tháng 7 năm 2013. Họ trao đổi vòng tay đính hôn thay vì nhẫn. Họ kết hôn vào ngày 9 tháng 7 năm 2016 tại nhà mùa hè của họ ở Danbury.
Siriano có hình xăm của một mực và một con bạch tuộc trên cánh tay phải của mình mà ông đã nói là "một cống nạp cho Maryland và đời sống biển". Tuy nhiên, Siriano sau đó mâu thuẫn với tuyên bố này bằng cách nói rằng hình xăm của mình "có nghĩa là không có gì... Hoàn toàn ngẫu nhiên."